# Maincourt-sur-Yvette
Maincourt-sur-Yvette est un hameau, ancienne commune française, aujourd'hui commune associée à Dampierre-en-Yvelines, situé dans le département des Yvelines et la région Île-de-France.

## Géographie
Maincourt-sur-Yvette est un petit hameau au cœur de la forêt de Saint-Benoit, à mi-distance entre Dampierre-en-Yvelines et Lévis-Saint-Nom, qui n'est quasiment constitué que de maisons anciennes en pierre.
Il est traversé par la route départementale 58 menant, vers le sud, à Dampierre-en-Yvelines et vers le nord, à Lévis-Saint-Nom.

## Toponymie
Maincourt, domaine de Magin.

## Histoire
Par arrêté préfectoral du 14 juin 1974, paru au Journal officiel du 30 juin et prenant effet au 1er juillet, la commune de Maincourt-sur-Yvette a été rattachée à la commune de Dampierre par fusion-association, la nouvelle commune s'appelant Dampierre-en-Yvelines. Le code Insee de la commune de Maincourt était 78357.

## Culture locale et patrimoine
La curiosité majeure est la « mairie-église », bâtiment réunissant sous le même toit l'ancienne mairie et l'église Saint-Germain-de-Paris. Séparées par un simple mur et communiquant l'une avec l'autre, les deux structures sont toujours utilisées — la mairie servant de mairie annexe.
Le bâtiment actuel date de 1820, ayant remplacé une précédente construction du XVIe siècle détruite en 1819. C'est le péristyle de l'église qui a servi en 1890 à l'implantation de la mairie.
Le hameau compte aussi, au bord de l'Yvette (la rivière qui longe le village), un lavoir ancien que la tradition date de 1208, don de Guy de Lévis, seigneur du lieu à l'époque. Il a été plus vraisemblablement bâti au XIXe siècle[réf. nécessaire].
Maincourt est aussi connu par un grand nombre de randonneurs d'Île-de-France, le GR 11 passant à proximité dudit lavoir et l'une de ses branches, le GR 1C, dans le village.

## Personnalités
- Jean-Denis Bredin (1929-2021), avocat et académicien, inhumé au cimetière communal

## Galerie

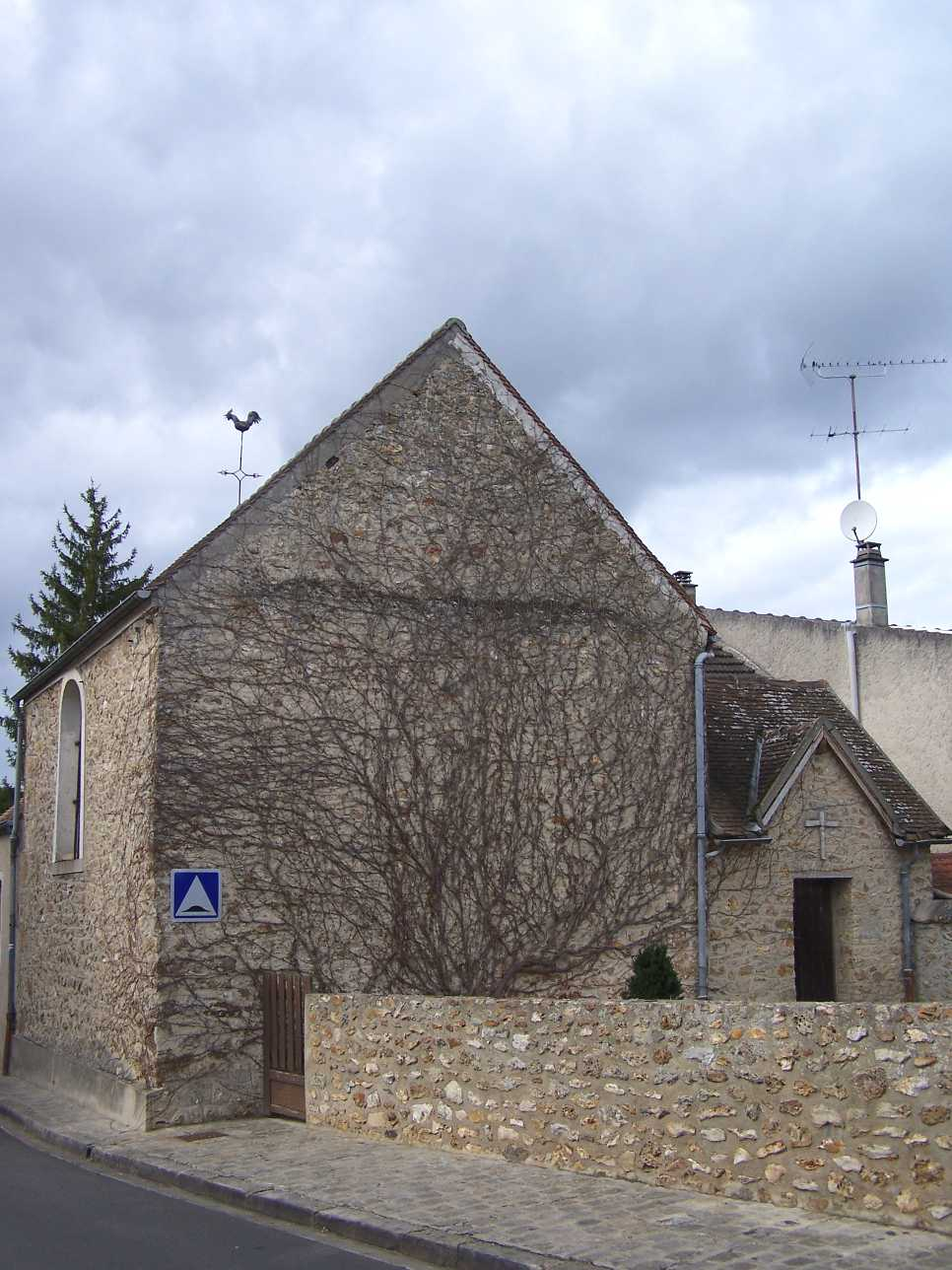
L'église Saint-Germain-de-Paris
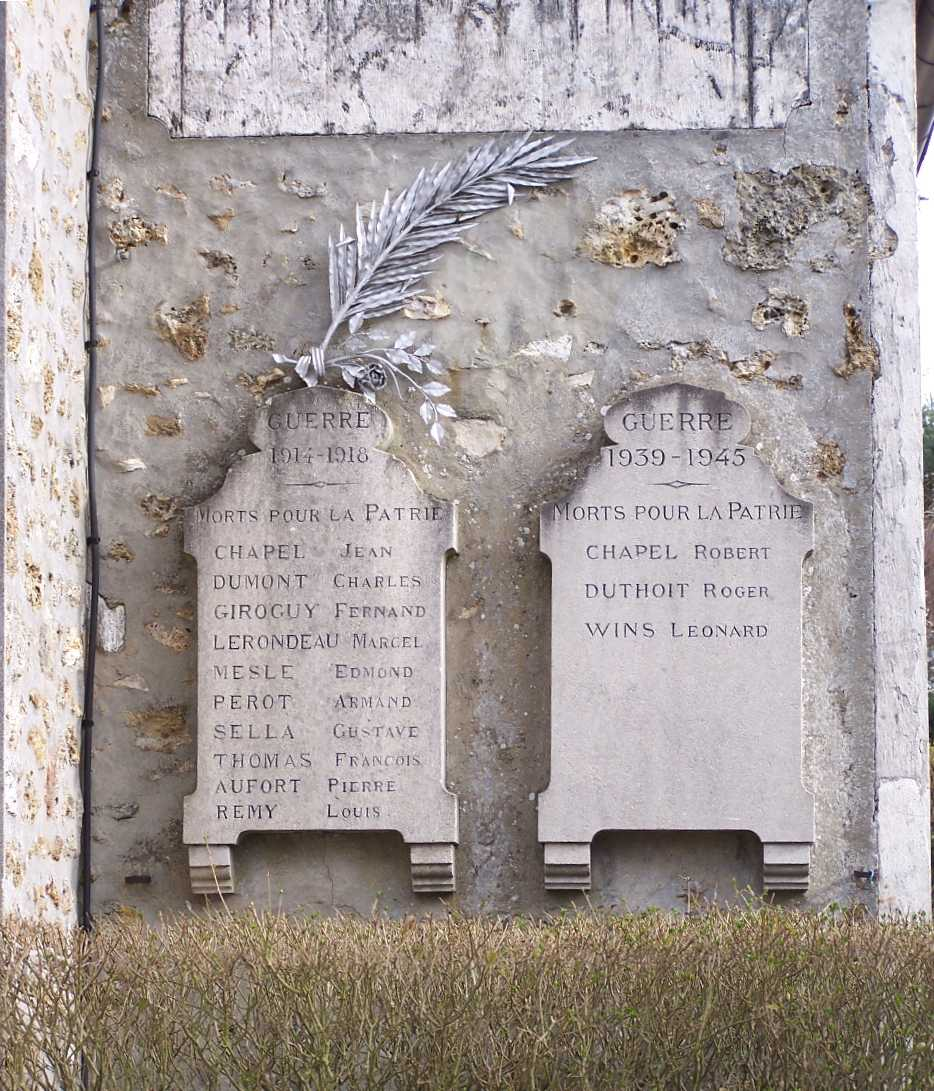
La stèle aux morts
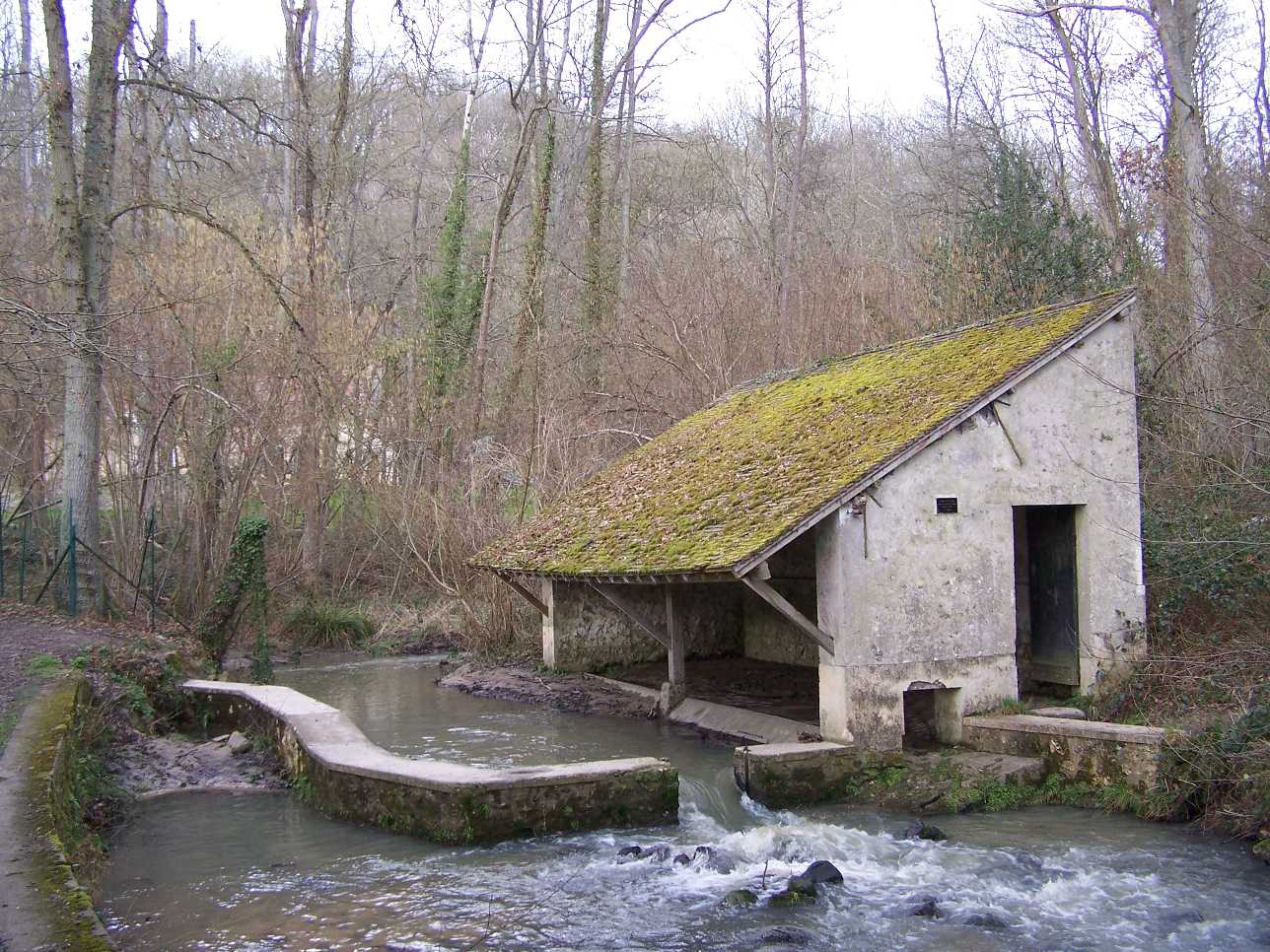
Le lavoir sur l'Yvette
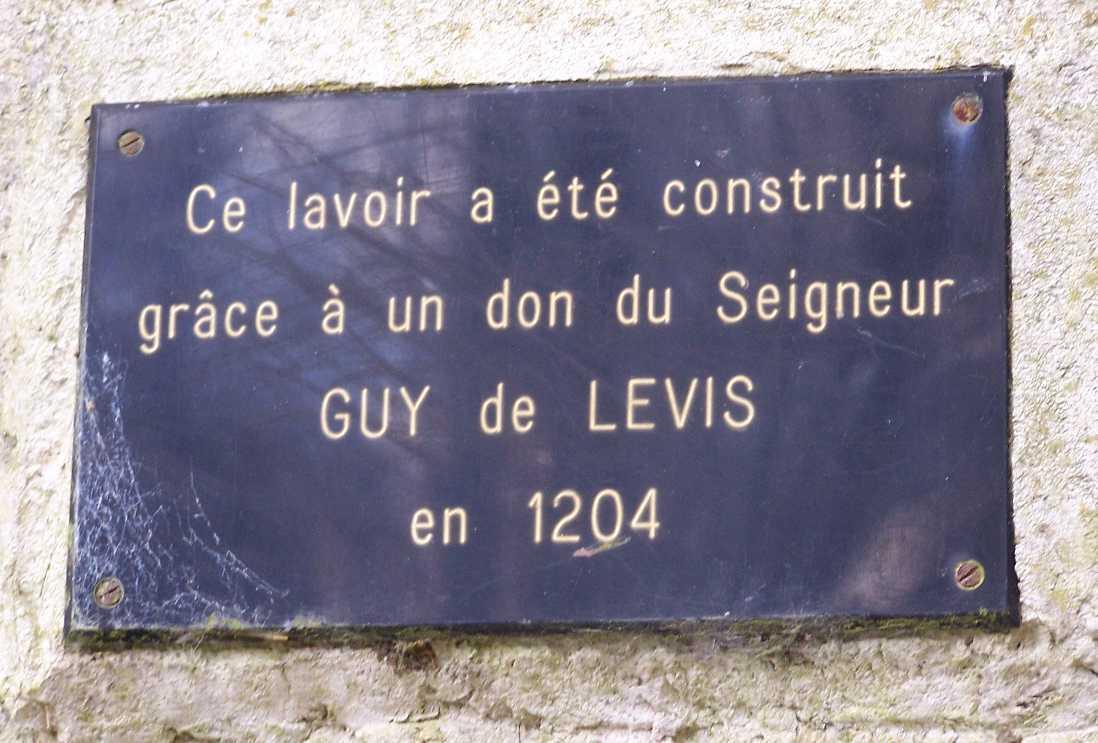
En souvenir de Guy de Lévis
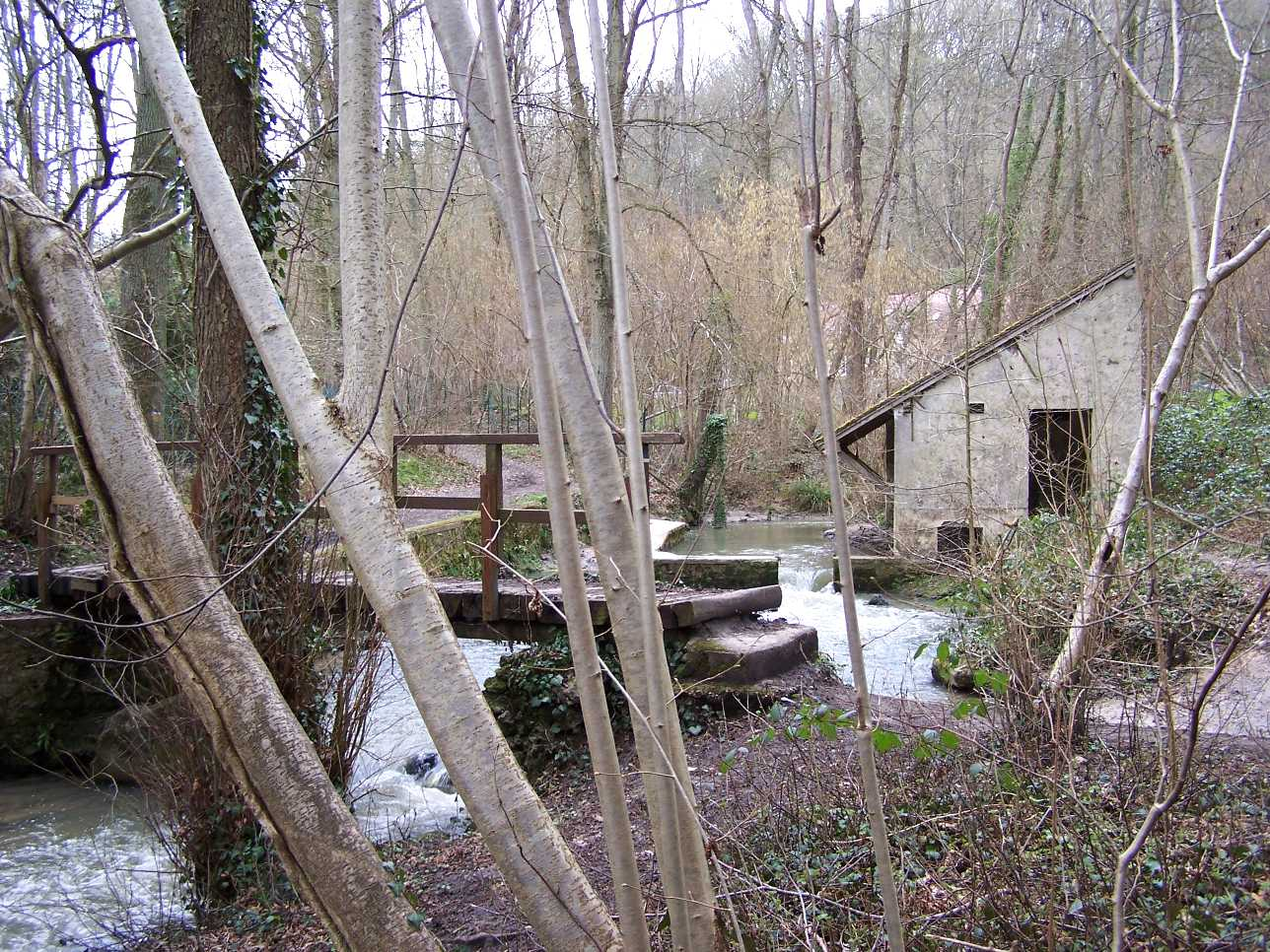
Le site du lavoir et l'Yvette